# INSAT-4E
INSAT-4E, appelé également  GSAT-6, est le 25e satellite de télécommunications développé par l'agence spatiale indienne ISRO. Ce satellite est situé à 83°E en orbite géostationnaire. Il est essentiellement destiné aux communications militaires . Sa durée de vie estimée est de 9 ans.

## Historique
Le satellite INSAT-4E a été lancé le 27 août 2015 du Centre spatial Satish-Dhawan à 11h22 UTC avec le lanceur indien GSLV-D6.

## Caractéristiques techniques
Le satellite de télécommunications a été conçu pour générer cinq faisceaux en bande S et un faisceau couvrant l'Inde en bande C. Il a une masse au décollage de 2 117 kg, avec une masse sèche de 985 kg et 1 132 kg de propergol.
Le satellite a la particularité d'embarquer comme technologie de démonstration une antenne bande S à réflecteur parabolique déployable de 6 mètres de diamètre. Cette antenne de 43 kg a été déployée avec succès en deux étapes, la première d'une durée de quatre minutes et la deuxième de 23 minutes, le 30 août 2015.